# Елшица
Елшица е село в Южна България. То се намира в община Панагюрище, област Пазарджик. Старото име на селото е Арнауткьой или Арбанаси и вероятно е основано от православни албански заселници.

## География
Село Елшица се намира в планински район.
Елшица е село, разположено сред най-южните разклонения на Същинска Средна гора. В неговия район се е добивала медна и пиритна руда. Подземният добив на руди е започнал през 1936 г., а от 1999 г. мината е ликвидирана. Във фабриката към ликвидираната мина Елшица, закупена от КЦМ Пловдив, се обогатява клинкер по специална технология.
Състои се от няколко махали: Малката, Голямата и Дюшек махала. Известни местности в околността са връх Гануница, Богданица, Сереевица и др.
В селото като основни насаждения се отглеждат лозя, череши, лавандула и рози.

## Население
Численост на населението според преброяванията през годините:
| \| Година на преброяване \| Численост \| \| --------------------- \| --------- \| \| 1934 \| 1528 \| \| 1946 \| 1761 \| \| 1956 \| 1857 \| \| 1965 \| 1859 \| \| 1975 \| 1527 \| \| 1985 \| 1472 \| \| 1992 \| 1316 \| \| 2001 \| 1081 \| \| 2011 \| 747 \| |           |
| Година на преброяване | Численост |
| 1934 | 1528      |
| 1946 | 1761      |
| 1956 | 1857      |
| 1965 | 1859      |
| 1975 | 1527      |
| 1985 | 1472      |
| 1992 | 1316      |
| 2001 | 1081      |
| 2011 | 747       |

### Етнически състав

#### Преброяване на населението през 2011 г.
Численост и дял на етническите групи според преброяването на населението през 2011 г.:
|                     | Численост | Дял (в %) |
| Общо                | 747       | 100.00    |
| Българи             | 710       | 95.04     |
| Турци               | –         | –         |
| Цигани              | 27        | 3.61      |
| Други               | ?         | ?         |
| Не се самоопределят | ?         | ?         |
| Неотговорили        | 8         | 1.07      |

## Културни и природни забележителности
Една от културните забележителности в Елщица е паметника в чест на загиналите във войните елшичани в центъра на селото. Има бюст-паметник на Христоско Петров Чуненски (партиен функционер, ятак, учител). Църквата Св. Тройца – осветена през далечната 1862 година. В селото има и езеро познато като “Червеното езеро”, което е придобило червен цвят заради високия брой тежки метали в водите му. През 2023 то става популярна туристическа атракция. Поради високо киселинната и токсичната вода местните съветват да туристите да не посещават езерото. От общината има план езерото да бъде изпразнено до 2026г.

## Редовни събития
Всяка година в селото се организира „Празник на виното“ Местните винари и гостуващи винарски изби представят своята продукция пред жури, което избира „най-хубавото“ вино. Всяка година на Сирни Заговезни се организира празникът „Джумал“.

## Други
Селото има певчески хор, наречен „Звездица Ясногрейница“. Има и певческа група „Дива“, състояща се от 12 жени.

## Галерия
- Мина „Елшица“
- Отпадъци от рудодобива край Елшица
- Изоставен рудник за открито добиване на мед край Елшица
- Предприятие
- Фабрика
- Читалище „Васил Левски“ и Кметство Елшица
- Паметник в чест на загиналите във войните елшичани
- Църквата Св. Троица в Елшица, осветена в 1862 г.
- Квартал на Елшица
- Паметник на Христоско Чуненски
- Панорамна гледка към Елшица